# Рашитов, Урал Камилович
Урал Камилович Рашитов (баш. Урал Камил улы Рәшитов; род. 25 сентября 1961 года, деревня Утеймуллино) — композитор и певец, музыкальный продюсер. Заслуженный деятель искусств Республики Башкортостан.
Урал Камилович Рашитов — автор песен «Алдермеш», «Кызыл розалар» (Красные розы), «Туган як» (Родной край), «Ялгыз миляш» (Одинокая рябина), исполняемые певцами Татарстана и Башкортостана: Хания Фархи, Салават Фатхетдинов, Айдар Галимов, Василя Фаттахова, Ризван Хакимов, Азамат Гафаров, Анвар Нургалиев и другими. Автор музыки к телепередачам БСТ

## Биография
Родился в 1961 году в Аургазинском районе. Детские годы прошли в п. Раевский, районном центре Альшеевского района. Здесь он закончил Раевскую среднюю школу № 1 и музыкальную школу по классу баяна, ушёл в армию, вернулся со службы и стал руководителем вокально-инструментального ансамбля, затем артистом в составе эстрадно-фольклорной группы Альшеевского РДК «Замана».
Творческая деятельность
Уже в шестилетнем возрасте влюбленный в музыку мальчик знал много песен. Любовь к народной песне ему привила мама, Флюра апа. А первую свою песню Урал написал почти в 30 — летнем возрасте.
С 1980 года ведет активную композиторскую деятельность. Первый хит — «Помни это лето» («Лето») исполняла группа «На-на».
Из интервью:

— Урал, вашу песню «Помни это лето» в своё время исполняла популярнейшая группа «На-на» Бари Алибасова. Правда, что вы об этом даже не знали?

— Правда. Я тогда еще в районе жил и сочинял сам себе песенки по-русски под гитару. Вот эта была одна из первых. А потом один товарищ, … предложил отвезти кассету своему знакомому, который работал у Бари Алибасова. Я ему напел одну кассету, отдал и забыл. А потом мне начали из Уфы звонить друзья: «Тут по ОРТ клип какой-то гоняют, музыка и слова Урала Рашитова — ты же вроде такую пел!» А я ничего и сказать не могу — сам ни разу не видел, интернета нет. Только через много лет кто-то показал видеокассету со сборником видеоклипов. 
Работал в составе ансамбля «Байрам» под руководством Хания Фархи. Вернувшись в Уфу из Казани, продолжил творческую деятельность в составе театра—студии «Айдар», написав свыше 20 песен.
Из интервью

Когда я жил в Казани — безумно скучал по Башкирии. Это же моя Родина…— http://vabank-ufa.ru/novosti/nedelya-glazami-urala-rashitova
В настоящее время Урал Камилович имеет свой продюсерский центр и вокальную студию, сотрудничает с ведущими певцами Башкортостана и Татарстана.

## Награды
Лауреат премии телевизионных фестивалей Республики Башкортостан «Алтын барс» и «Хрустальный соловей» в номинации «Композитор года» (2003), фестиваля «Татар жыры» (г. Казань).

## Семья
Жена — Айгуль, певица, сценический псевдоним Азалия, сыновья — Мурад, Булат, дочь — Амира.